# Ale jestem
"Ale jestem" (em português: "Mas eu sou") foi a canção que representou a Polónia no Festival Eurovisão da Canção 1997 que se desenrolou em Dublin, no sábado, 3 de maio de 1997.
A referida canção foi interpretada em polaco por Anna Maria Jopek. Foi a décima-segunda canção a ser interpretada na noite do evento (a seguir à canção alemã "Zeit", interpretada por Bianca Shomburg e antes da canção estónia "Keelatud maa", cantada por Maarja-Liis Ilus. Terminou a competição em 11.º lugar, tendo recebido um total de 54 pontos. No ano seguinte, em 1998, a Polónia foi representada pela banda Sixteen que interpretou o tema "To takie proste".

## Autores
- Letrista: Magda Czapińska
- Compositor: Tomasz Lewandowski
- Orquestrador: Krzesimir Debski

## Letra
A canção é um número moderado de up-tempo, com Jopek cantando sobre sua perce(p)ção de que a vida está aí para ser vivida. Ela canta que é uma série de coisas diferentes, incluindo " Uma faísca, um suspiro do vento "e" um barco perdido entre os recifes.

## Versões
Jopek também gravou uma versão em inglês, intitulada "Awakening", bem como uma versão alternativa em polonês e uma para karaoke.
- "Awakening" (em inglês)
- versão alternativa (polaco) [4:08]
- Karaoke